# Oral-B
Oral-B là nhãn hiệu chuyên về các sản phẩm vệ sinh răng miệng, bao gồm bàn chải (loại thông thường và loại máy), kem đánh răng, nước súc miệng, chỉ nha khoa. Nhãn hiệu này có mặt trên thị trường bắt đầu từ năm 1950. Năm 2006, Oral-B thuộc sở hữu của công ty đa quốc gia Procter & Gamble (P&G).